# Dogon

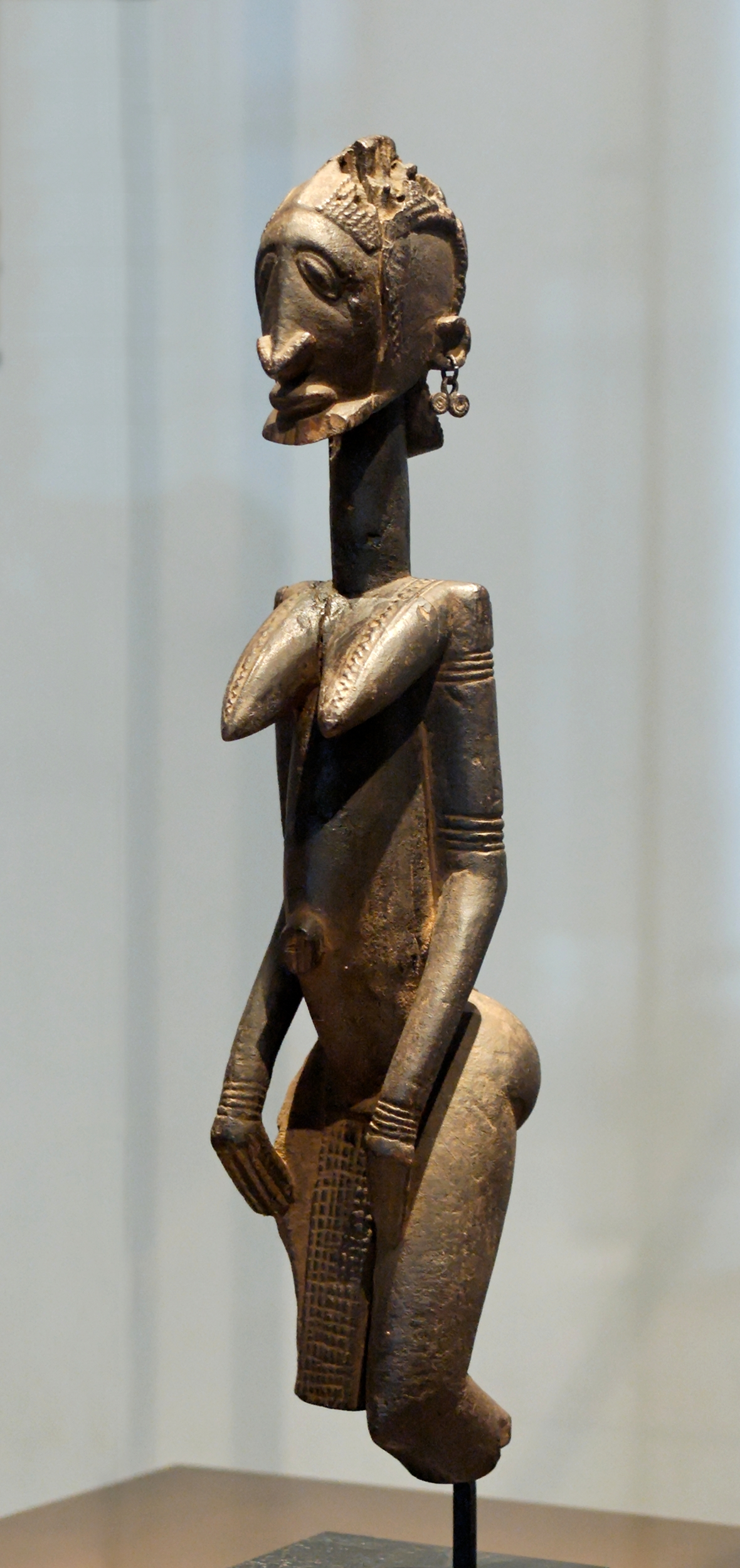
Dogonskulptur i Louvren.

Dogoner är ett folk som lever i sydöstra Mali.
Dogonfolket består av omkring 300 000 personer som bor utspridda i hundratals byar i klippskrevorna i Bandiagaraklippan. De talar olika varianter av dogonspråk. Detta bergsfolk trängdes norrut på 1400-talet, men ville inte bli muslimer, utan behålla sin egen religion och kultur. Numera är dock de flesta dogoner muslimer rent formellt, även om de genom isoleringen bevarat många av sina gamla traditioner.

## Dogonfolkets tro
Dogonfolket tror att livets ursprung var ett litet frö, som i vibrerande explosioner sprider sig över universum, något som illustreras av sicksack-mönster i dogonernas konst och arkitektur. Den viktigaste guden är Amma som skapade tvillingarna Nummo – vattnets gud och Den bleka räven – ondskans, revoltens och frigörelsens gud. De står för motsatserna som alla har inom sig: liv/död, kvinnligt/manligt, dag/natt etc. Vördnaden för förfäderna är viktig i dogonernas tro.

## Svensk skulptur
Den svenske skulptören Claes Hake har namngivit en av sina skulpturer Dogon. Den är hög och gjord i röd granit. Den ger intryck av att vara en kvarlämning av en hednisk kultplats, där den står i Stadsparken i Borås sedan 2008.

## Bilder

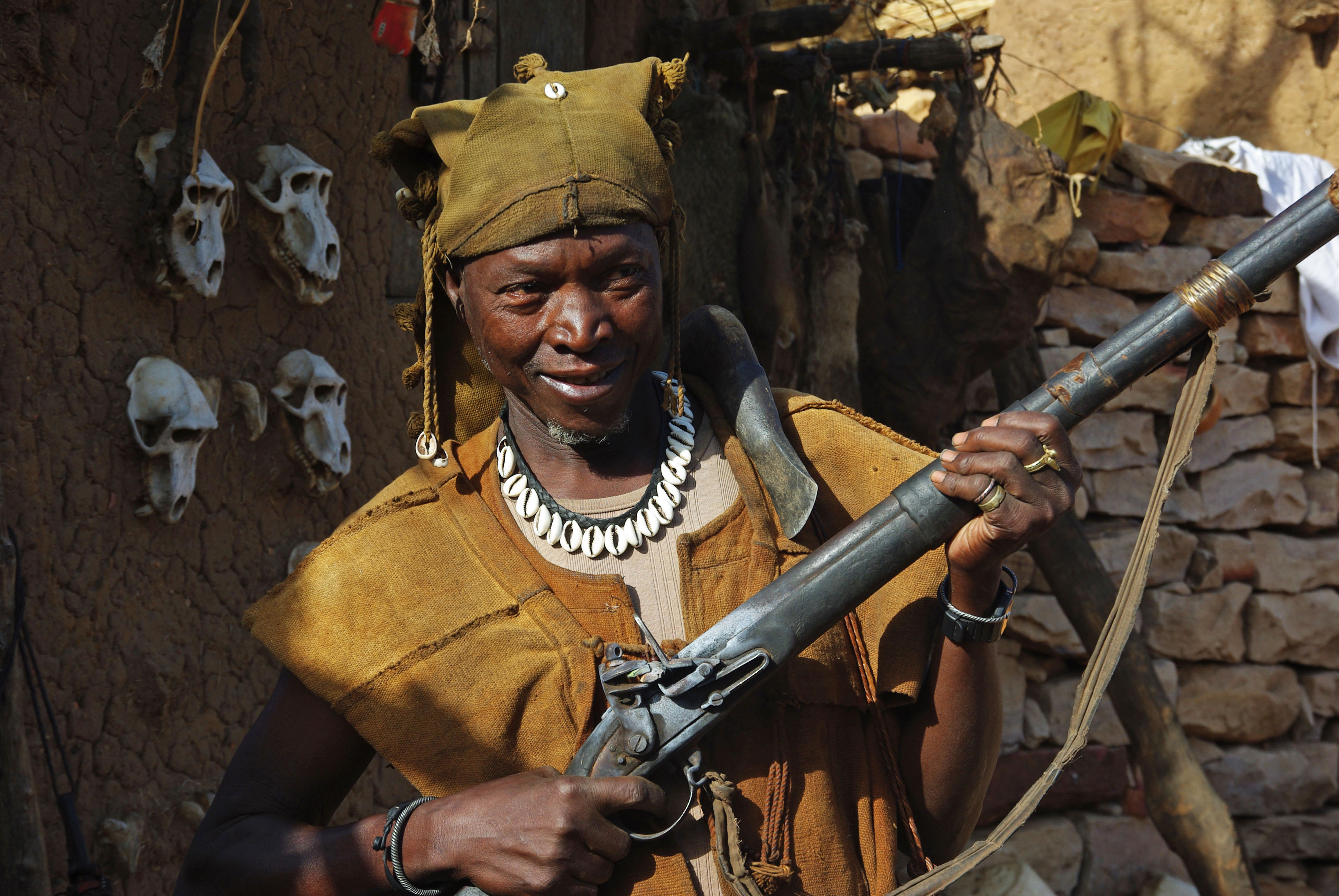
Jägare
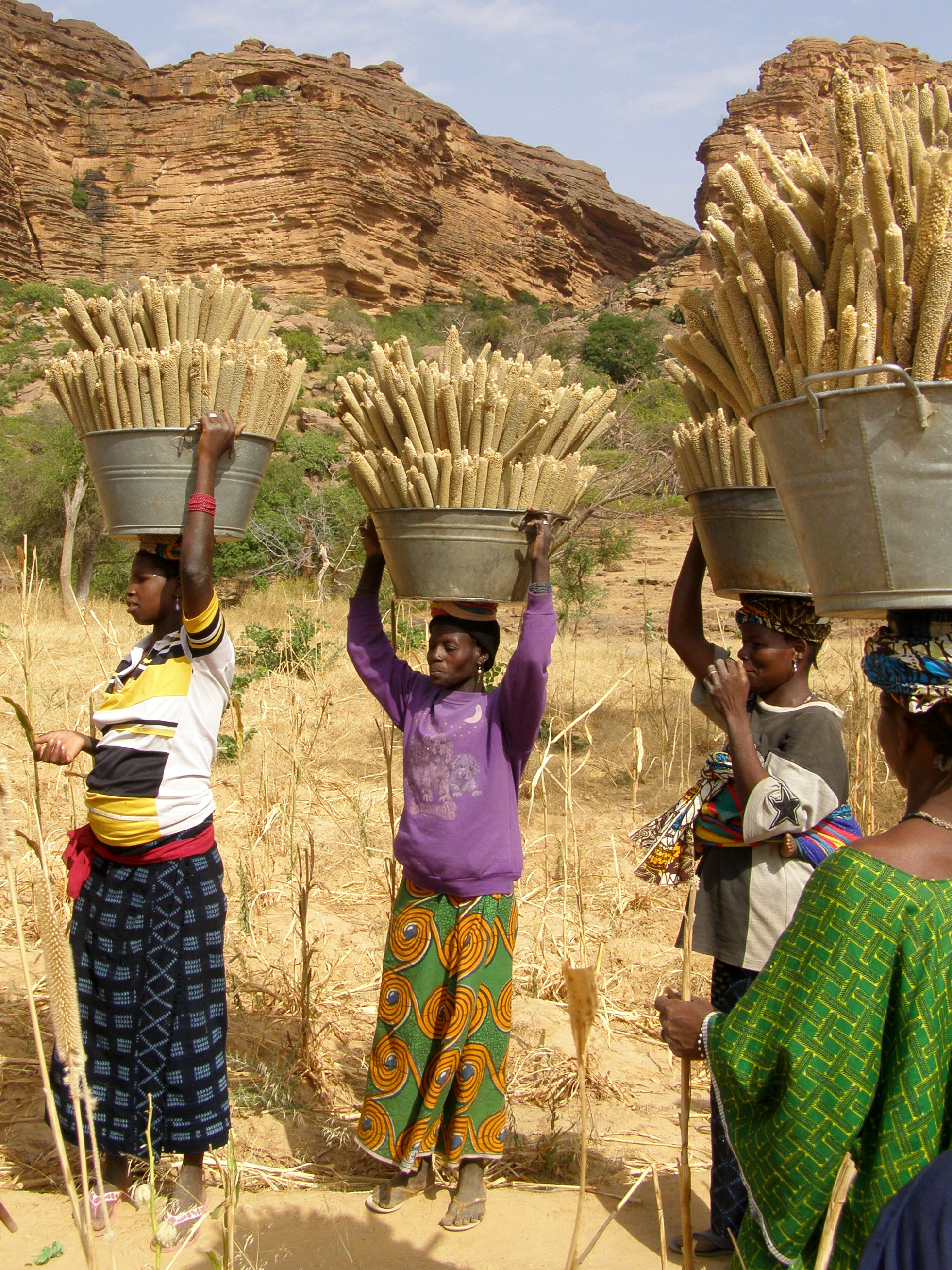
Kvinnor som skördar hirs